# Račje selo
Račje selo este o localitate din comuna Trebnje, Slovenia, cu o populație de 90 de locuitori.